# Don Bildigerno en Pago Milagro
Don Bildigerno en Pago Milagro es una película de Argentina en blanco y negro dirigida por Antonio Ber Ciani según el guion de Yamandú Rodríguez que se estrenó el 10 de octubre de 1948 y que tuvo como protagonistas a Fernando Ochoa, Eduardo Cuitiño, Horacio Priani y Pierina Dealessi.

## Sinopsis
Un grupo de vecinos trata de descubrir la existencia de un Luisón.

## Reparto
- Fernando Ochoa
- Eduardo Cuitiño
- Horacio Priani
- Pierina Dealessi
- Alberto Terrones
- José Ruzzo
- Max Citelli
- Hugo Chemin
- Jorge Molina Salas
- Sara Olmos
- Manolita Poli
- Marcelo Ruggero
- Tino Tori
- Julián Freire
- María Esther Buschiazzo
- César Fiaschi
- Ramón J. Garay
- Carlos Enríquez
- Ángel Boffa

## Comentarios
Noticias Gráficas comentó:

”Más que la anécdota empleada como hilo conductor de la trama tiene más interés los episodios aislados que se van sucediendo en el film.”

Por su parte, Manrupe y Portela escriben:

”Más allá de ser un vehículo para llevar al cine a Don Bildigerno, personaje radial de Fernando Ochoa, por entonces de gran popularidad, la versión fílmica no deja de ser menos curiosa: el comienzo y l cierre se escenifican en un estudio de televisión, con cámaras y monitores (ver fecha de estreno), donde los personajes (todos títeres) juegan la historia de aparecidos y confusiones. Ver Ciani se preocupó por hacer notar esta condición titiritesca de las exagerados pueblerinos.”